# Stazione di Shin-Mikawashima
La Stazione di Shin-Mikawashima (新三河島駅?, Shin-Mikawashima-eki) è una stazione ferroviaria di Tokyo situata nel quartiere di Arakawa e servente la linea principale Keisei delle ferrovie Keisei.

## Linee
Ferrovie Keisei
● Linea principale Keisei

## Struttura
La stazione è dotata di due binari passanti su viadotto a cavallo della strada Meiji-dōri con un marciapiede centrale a isola.
| 1 | ■ Linea principale Keisei | per Nippori e Keisei Ueno                            |
| 2 | ■ Linea principale Keisei | per Aoto, Funabashi, Narita Aeroporto e Keisei-Chiba |

## Stazioni adiacenti
| «                                 | Servizio                | »                       |
| Linea Keisei principale           | Linea Keisei principale | Linea Keisei principale |
| --------------------------------- | ----------------------- | ----------------------- |
| Nippori                           | Locale                  | Machiya                 |
| Tutti gli altri treni non fermano |                         |                         |